# Рокета (Мачерата)
Рокета (итал. Rocchetta) насеље је у Италији у округу Мачерата, региону Марке.
Према процени из 2011. у насељу је живело 48 становника. Насеље се налази на надморској висини од 194 м.